# Valmont (Seine-Maritime)
Pour les articles homonymes, voir Valmont.
Valmont est une commune française située dans le département de la Seine-Maritime en Normandie,Dans la vallée de la Valmont.
Aujourd'hui, Valmont est très dynamique : 2 écoles ( une école élémentaire nommée Grace de Monaco, un collège public nommé Eugène Delacroix), plusieurs commerces (coiffeur, bar/tabac/journaux, épiceries, boulangeries, boucheries, hôtel,  restaurant étoilé, agence immobilière,  office notarial,  garagiste, pharmacie e.t.c ), une caserne de pompiers, une gendarmerie, 2 supermarchés ( Carrefour Contact et Big Promo ), mais aussi un médecin et une infirmière ( Centre Médico-social), un Resto du Cœur, un club de tennis avec 2 terrain, un city-stade, un club de football avec  un stade de football, une cantine communale, un parc à la source de la Valmont, 2 salles polyvalente, des résidences, des animations ( un marché hebdomadaire,  une foire aux bestiaux, une braderie,  fête communale,  kermesses scolaires )multiples grâce aux nombreuses associations qui font vivre le bourg rural. En bordure de la Valmont à vélo, les touristes comme les habitants peuvent se reposer avec des espaces destinés au pique-nique, aux vélos et au repos, en bordure du fleuve. Le bourg possède une riche histoire culturelle (Famille d'Estoutville) et 2 monuments historiques (abbaye de Valmont, Château de Valmont)

## Géographie

### Description
Commune du pays de Caux.

### Communes limitrophes
Les communes limitrophes sont Angerville-la-Martel, Colleville, Gerponville, Riville, Thérouldeville, Theuville-aux-Maillots, Thiergeville et Thiétreville.
| Angerville-la-Martel | Thérouldeville, Theuville-aux-Maillots | Gerponville |
| Colleville           | Valmont                                | Riville     |
| Thiergeville         | Thiétreville                           |             |

### Géologie et relief
La superficie de la commune est de 5,55 km2 ; son altitude varie de 35  à   123 mètres. 

### Hydrographie
La commune est située dans le bassin Seine-Normandie. Elle est drainée par la rivière de Valmont, le cours d'eau 01 de la commune de Colleville, le cours d'eau 01 du Vivier, la rivière de Valmont et divers autres petits cours d'eau,.
La rivière de Valmont, d'une longueur de 14 km, prend sa source dans la commune  et se jette  dans la Manche à Fécamp, après avoir traversé trois communes. Les caractéristiques hydrologiques de la Valmont sont données par la station hydrologique située sur la commune de Colleville. Le débit moyen mensuel est de 0,839 m3/s. Le débit moyen journalier maximum est de 3,49 m3/s, atteint lors de la crue du 30 avril 2018. Le débit instantané maximal est quant à lui de 5,58 m3/s, atteint le même jour.
Deux plans d'eau complètent le réseau hydrographique : le plan d'eau 1 de la commune de Valmont (2,29 ha) et le plan d'eau 2 de la commune de Valmont (1 ha),.

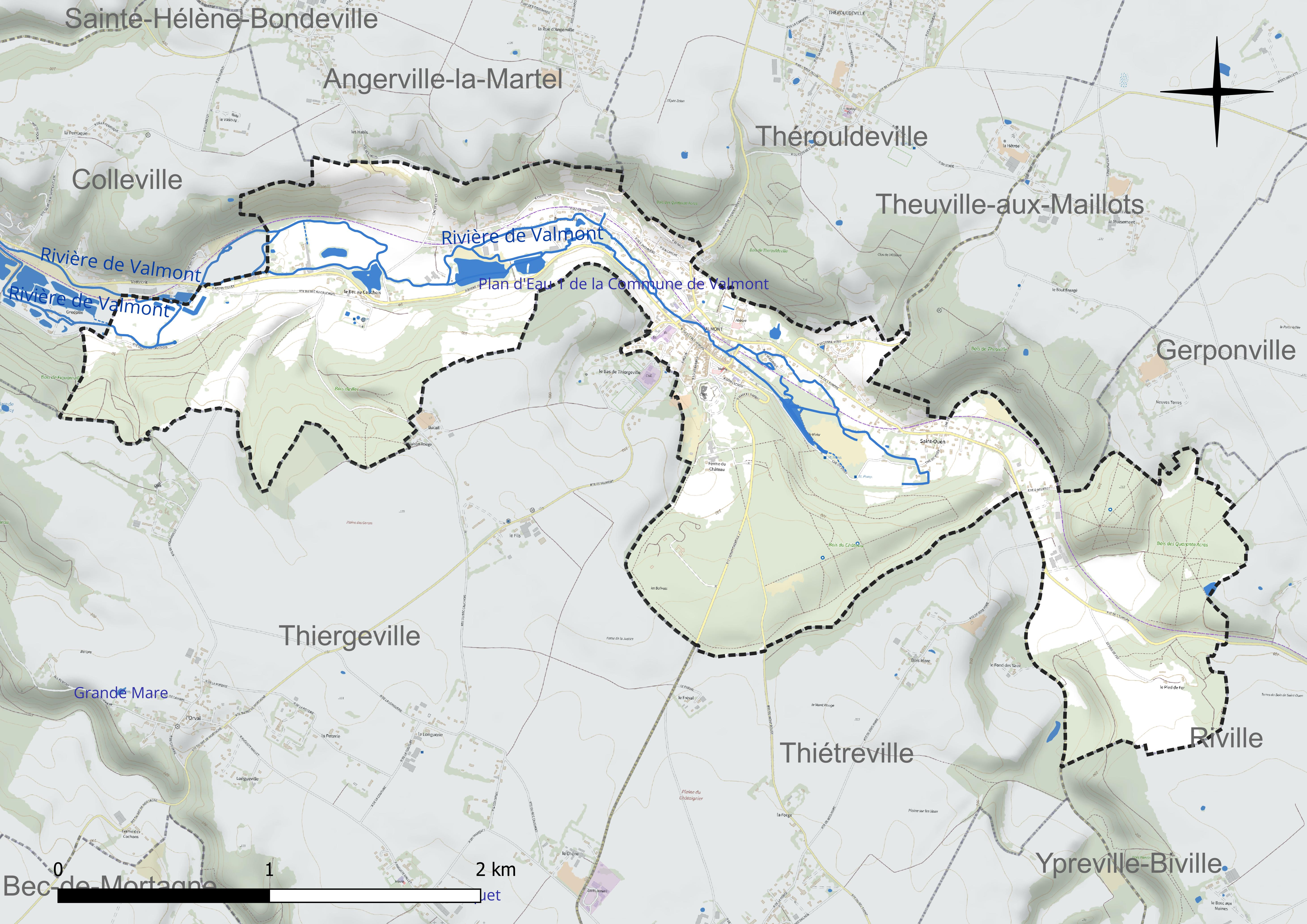
Réseau hydrographique de Valmont.

### Climat
Pour des articles plus généraux, voir Climat de la Normandie et Climat de la Seine-Maritime.
En 2010, le climat de la commune est de type climat océanique franc, selon une étude du CNRS s'appuyant sur une série de données couvrant la période 1971-2000. En 2020, Météo-France publie une typologie des climats de la France métropolitaine dans laquelle la commune est exposée à un climat océanique et est dans la région climatique  Côtes de la Manche orientale, caractérisée par un faible ensoleillement (1 550 h/an) ; forte humidité de l’air (plus de 20 h/jour avec humidité relative > 80 % en hiver), vents forts fréquents. Parallèlement le GIEC normand, un groupe régional d’experts sur le climat, différencie quant à lui, dans une étude de 2020, trois grands types de climats pour la région Normandie, nuancés à une échelle plus fine par les facteurs géographiques locaux. La commune est, selon ce zonage, exposée à un « climat maritime », correspondant au Pays de Caux, frais, humide et pluvieux, légèrement plus frais que dans le Cotentin.
Pour la période 1971-2000, la température annuelle moyenne est de 10,5 °C, avec une amplitude thermique annuelle de 13,8 °C. Le cumul annuel moyen de précipitations est de 904 mm, avec 13,1 jours de précipitations en janvier et 8,6 jours en juillet. Pour la période 1991-2020, la température moyenne annuelle observée sur la station météorologique la plus proche, située sur la commune d'Ectot-lès-Baons à 24 km à vol d'oiseau, est de 10,8 °C et le cumul annuel moyen de précipitations est de 905,5 mm,. Pour l'avenir, les paramètres climatiques de la commune estimés pour 2050 selon différents scénarios d’émission de gaz à effet de serre sont consultables sur un site dédié publié par Météo-France en novembre 2022.

## Urbanisme

### Typologie
Au 1er janvier 2024, Valmont est catégorisée commune rurale à habitat dispersé, selon la nouvelle grille communale de densité à sept niveaux définie par l'Insee en 2022.
Elle est située hors unité urbaine. Par ailleurs la commune fait partie de l'aire d'attraction de Fécamp, dont elle est une commune de la couronne,. Cette aire, qui regroupe 26 communes, est catégorisée dans les aires de moins de 50 000 habitants,.
Elle est un bourg rural 

### Occupation des sols

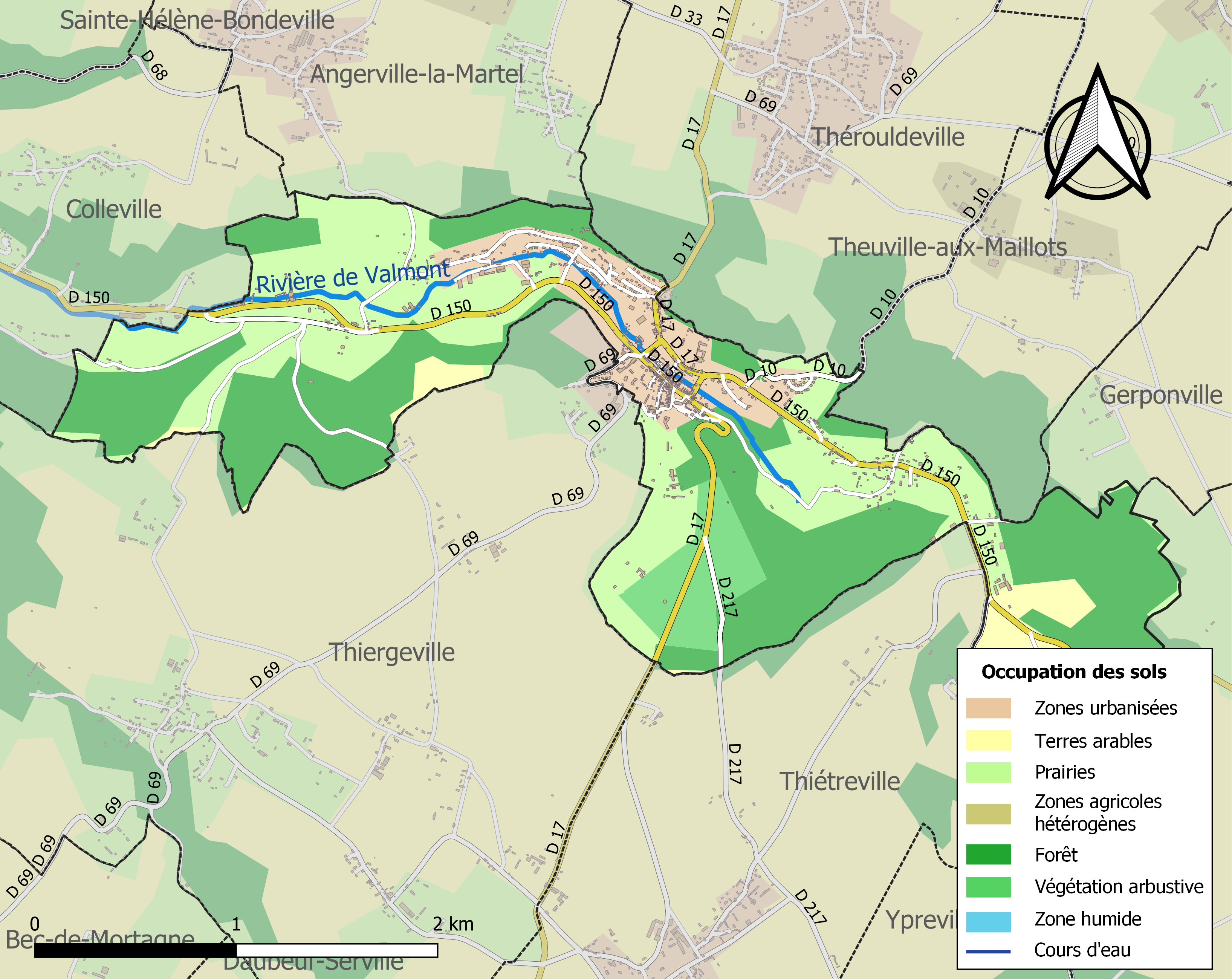
Carte des infrastructures et de l'occupation des sols de la commune en 2018 (CLC).

L'occupation des sols de la commune, telle qu'elle ressort de la base de données européenne d’occupation biophysique des sols Corine Land Cover (CLC), est marquée par l'importance des forêts et milieux semi-naturels (49 % en 2018), en augmentation par rapport à 1990 (43,6 %). La répartition détaillée en 2018 est la suivante : forêts (43,8 %), prairies (33,4 %), zones urbanisées (10,4 %), terres arables (7,1 %), milieux à végétation arbustive et/ou herbacée (5,2 %). L'évolution de l’occupation des sols de la commune et de ses infrastructures peut être observée sur les différentes représentations cartographiques du territoire : la carte de Cassini (XVIIIe siècle), la carte d'état-major (1820-1866) et les cartes ou photos aériennes de l'IGN pour la période actuelle (1950 à aujourd'hui).

### Habitat et logement
En 2020, le nombre total de logements dans la commune était de 493, alors qu'il était de 484 en 2015 et de 486 en 2010.
Parmi ces logements, 81,6 % étaient des résidences principales, 6,5 % des résidences secondaires et 11,8 % des logements vacants. Ces logements étaient pour 72,5 % d'entre eux des maisons individuelles et pour 26,7 % des appartements.
Le tableau ci-dessous présente la typologie des logements à Valmont en 2020 en comparaison avec celle de la Seine-Maritime et de la France entière. Une caractéristique marquante du parc de logements est ainsi une proportion de résidences secondaires et logements occasionnels (6,5 %) supérieure à celle du département (4,1 %) mais inférieure à celle de la France entière (9,7 %). Concernant le statut d'occupation de ces logements, 58,3 % des habitants de la commune sont propriétaires de leur logement (53,1 % en 2015), contre 53 % pour la Seine-Maritime et 57,5 pour la France entière.
| Typologie                                               | Valmont | Seine-Maritime | France entière |
| ------------------------------------------------------- | ------- | -------------- | -------------- |
| Résidences principales (en %)                           | 81,6    | 87,9           | 82,1           |
| Résidences secondaires et logements occasionnels (en %) | 6,5     | 4,1            | 9,7            |
| Logements vacants (en %)                                | 11,8    | 8,1            | 8,2            |

## Toponymie
Le nom de la localité est attesté sous les formes Walemunt (sans date) ou au XIIe siècle, Galemunt au XIIe siècle, Walemont en 1236, Walemont en 1262, Walemont en 1272, Vallemont en 1300, Valmont en 1385.
Il s'agit d'une formation toponymique médiévale en -mont au sens de « colline, hauteur »,, appellatif précédé du nom de personne scandinave Váli (vieux danois Wale) que l'on rencontre dans plusieurs noms de lieux de Normandie, tous situés dans la zone de répartition de la toponymie norroise, à savoir : Valletot (Eure, Roumois, Valetot 1398); Valtot (Manche, Cotentin, hameau à Sideville et Virandeville, Valtot 1753 - 1785); Valleville (Eure, Brionne); Valleville (Seine-Maritime, Ectot-les-Baons, Wallevillam vers 1210), etc. Il peut s'agir également du nom de personne germanique Walo, qui peut expliquer aussi certains Valleville. Mont se réfère vraisemblablement à la hauteur sur laquelle a été construit le château, à noter aussi que l'église se trouve également en hauteur, en contrebas du château qui surplombe la vallée de la rivière de Valmont.
Remarques : Une explication par Val- « val, petite vallée », suivi d'un élément indéterminé, est donnée par Albert Dauzat qui ne cite aucune forme ancienne. Les formes anciennes en Wale- et Gale- s'opposent à cette suggestion. Quant à l'hypothèse qui consiste à voir le nom de personne germanique Wal(a)mund(us) qui s'est fixé absolument (sans affixe, ni appellatif), elle est peu vraisemblable, car ce genre de formation est exceptionnel dans le pays de Caux et il aurait abouti à Vaumont comme dans la Lande-Vaumont (Calvados, Lande Vaumon 1398). La ressemblance avec Valmont (Moselle, anciennement Walmen et Wallmen en francique lorrain ) est fortuite, il s'agit de la francisation d'un toponyme préexistant, d'après le français -mont. Quant au domaine de Valmont à Barsac (Gironde), il s'agit d'une désignation artificielle.

## Histoire
L'histoire du bourg est lié au Château de Valmont (Seine-Maritime) et à L'abbaye

### Temps modernes

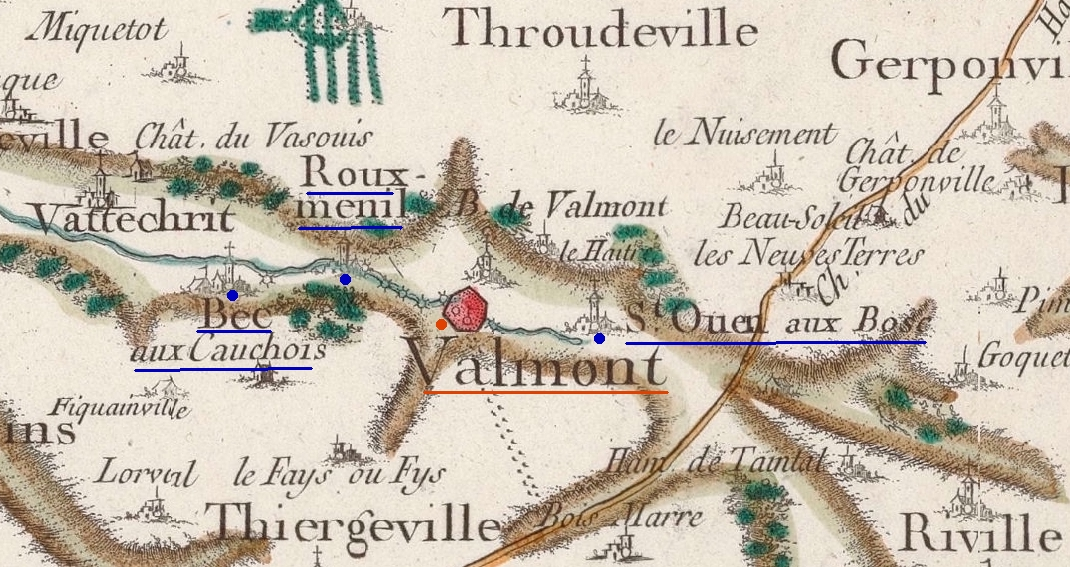
Carte de Cassini du secteur
(vers 1750).

La carte de Cassini ci-contre montre qu'au milieu du XVIIIe siècle, Valmont  est un bourg situé sur la Valmont.
Trois paroisses indépendantes existaient à cette époque: Saint-Ouen-au-Bosc, Rouxmesnil et Bec-aux-Cauchois avec sa gentilhommière.
Un château et une abbaye existaient au XVIIIe siècle à Valmont. Ils sont classés Monument historique. 
Huit moulins à eau, représentés par une roue dentée sur la carte, fonctionnaient à cette époque sur la Valmont.

### Époque contemporaine
Saint-Ouen-au-Bosc a été rattachée à Valmont en 1822, Rouxmesnil et Bec-au-Cauchois en 1825.

## Politique et administration

### Rattachements administratifs et électoraux

#### Rattachements administratifs
La commune se trouve depuis 1926 dans l'arrondissement du Havre du département de la Seine-Maritime.  
Elle était depuis 1793 le chef-lieu du canton de Valmont. Dans le cadre du redécoupage cantonal de 2014 en France, cette circonscription administrative territoriale a disparu, et le canton n'est plus qu'une circonscription électorale.

#### Rattachements électoraux
Pour les élections départementales, la commune fait partie depuis 2014 du canton de Fécamp
Pour l'élection des députés, elle fait partie de la neuvième circonscription de la Seine-Maritime.

### Intercommunalité
Valmont était membre de la petite communauté de communes du canton de Valmont, un établissement public de coopération intercommunale (EPCI) à fiscalité propre créé en 2000 et auquel la commune avait transféré un certain nombre de ses compétences, dans les conditions déterminées par le code général des collectivités territoriales.
Dans le cadre des dispositions de la loi portant nouvelle organisation territoriale de la République du 7 août 2015, qui prévoit que les établissements publics de coopération intercommunale (EPCI) à fiscalité propre doivent avoir un minimum de 15 000 habitants, cette intercommunalité a fusionné avec sa voisine pour former, le 1er janvier 2017, la communauté d'agglomération dénommée Fécamp Caux Littoral Agglomération, dont est désormais membre la commune.

### Liste des maires
| Période                                  | Période                      | Identité                  | Étiquette | Qualité |
| ---------------------------------------- | ---------------------------- | ------------------------- | --------- | --- |
| Les données manquantes sont à compléter. |                              |                           |           | |
|                                          |                              |                           |           | |
| 1833                                     | 1836                         | M. Dussaussay             |           | Conseiller général de Valmont (1833 → 1835) |
|                                          |                              |                           |           | |
|                                          | 2 juillet 1841               | Nicolas Michel Mauconduit |           | Propriétaire, notaire honoraire, juge de paix Mort en fonction |
|                                          |                              |                           |           | |
| 1878                                     | 1882                         | Balière                   |           | Cultivateur |
| 1889                                     |                              | Dupont                    |           | Médecin |
| 1896                                     |                              | Houlier                   |           | |
| 1902                                     | 1912                         | Dupont                    |           | Médecin |
| 1913                                     | 1925                         | Jules Crochemore          |           | Cultivateur |
| 1925                                     | 1935                         | Louis Barbier             | DVD       | |
|                                          |                              |                           |           | |
| 1945                                     | 1955                         | Raoul Auvray              | DVD       | Notaire Conseiller général de Valmont (1949 → 1957) |
|                                          |                              |                           |           | |
| 1965                                     | 1971                         | Robert Grèverie           | DVD       | Médecin Conseiller général de Valmont (1957 → 1998) Député de la Seine-Maritime (8e circ) (1958 → 1962)                                                                             |
| 1971                                     | 1974                         | Marcel Barbay             | DVD       | Notaire |
| 1974                                     | 1995                         | André Fiquet              | DVD       | Industriel |
| 1995                                     | 2001                         | Étienne Mollet            | DVD       | Agent général d'assurance |
| 2001                                     | 2014                         | Gérard Lesueur            | DVD       | Fonctionnaire au Trésor Public Vice-président de la CC du canton de Valmont (2001 → 2014)                                                                                           |
| mars 2014                                | En cours (au 4 juillet 2023) | Jean-Louis Navarre        | DVD       | Producteur de cidre Vice-président de la CC du canton de Valmont (2014 → 2016) Vice-président de la CA Fécamp Caux Littoral Agglomération (2017 → ) Réélu pour le mandat 2020-2026, |

## Population et société

### Démographie
L'évolution du nombre d'habitants est connue à travers les recensements de la population effectués dans la commune depuis 1793. Pour les communes de moins de 10 000 habitants, une enquête de recensement portant sur toute la population est réalisée tous les cinq ans, les populations de référence des années intermédiaires étant quant à elles estimées par interpolation ou extrapolation. Pour la commune, le premier recensement exhaustif entrant dans le cadre du nouveau dispositif a été réalisé en 2004.

En 2022, la commune comptait 869 habitants, en évolution de +3,33 % par rapport à 2016 (Seine-Maritime : +0,35 %, France hors Mayotte : +2,11 %).
| 1793 | 1800 | 1806 | 1821 | 1831  | 1836  | 1841  | 1846  | 1851  |
| ---- | ---- | ---- | ---- | ----- | ----- | ----- | ----- | ----- |
| 311  | 347  | 336  | 362  | 1 026 | 1 080 | 1 112 | 1 036 | 1 110 |

| 1856  | 1861  | 1866  | 1872 | 1876 | 1881 | 1886 | 1891 | 1896 |
| ----- | ----- | ----- | ---- | ---- | ---- | ---- | ---- | ---- |
| 1 070 | 1 024 | 1 011 | 950  | 911  | 862  | 859  | 858  | 835  |

| 1901 | 1906 | 1911 | 1921 | 1926 | 1931 | 1936 | 1946 | 1954 |
| ---- | ---- | ---- | ---- | ---- | ---- | ---- | ---- | ---- |
| 809  | 808  | 828  | 810  | 761  | 776  | 731  | 770  | 843  |

| 1962 | 1968 | 1975 | 1982 | 1990 | 1999  | 2004 | 2006 | 2009  |
| ---- | ---- | ---- | ---- | ---- | ----- | ---- | ---- | ----- |
| 835  | 818  | 868  | 860  | 875  | 1 010 | 993  | 975  | 1 017 |

| 2014 | 2019 | 2022 | - | - | - | - | - | - |
| ---- | ---- | ---- | - | - | - | - | - | - |
| 876  | 858  | 869  | - | - | - | - | - | - |

Le saut démographique constaté entre 1821 et 1831 correspond a l'intégration dans la commune du territoire et de la population des anciennes communes de Saint-Ouen-au-Bosc (en 1822) et de  Rouxmesnil et Bec-au-Cauchois (1825).
Bien que la ville compte moins de 1 000 habitants, elle compte un grand nombre de commerces et des services de proximité. 

### Cultes
Pour le culte catholique, l'église Saint-Nicolas relève de la paroisse Saint Benoît du Grand Caux. L'abbaye de Valmont est une abbaye bénédictine 

## Culture locale et patrimoine

### Lieux et monuments
Petite ville marquée par l'histoire, elle dispose de nombreux monuments, dont :
- Le château[35] de la famille d'Estouteville, comportant un donjon XIe siècle et une aile Renaissance. Ce château imposant a connu de nombreuses transformations et de nombreux propriétaires dont les Grimaldi de Monaco et les Barbet de Rouen. Grand parc ouvert au public.
- L'abbaye Notre-Dame-du-Pré[36] : elle fut fondée par Nicolas d'Estouteville en 1169. De l'église abbatiale en ruines, reste en état la superbe chapelle axiale dite de Six-Heures, où se trouvent des gisants finement sculptés des d'Estouteville, des vitraux datés de 1552, ainsi qu'un groupe sculpté attribué à Germain Pilon. Eugène Delacroix séjourna à plusieurs reprises à l'abbaye de Valmont, chez ses cousins, entre 1813 et 1840, et y a peint le tableau Ruines de l'abbaye de Valmont, aujourd'hui au musée du Louvre. C'est dans le cadre de cette abbaye que se déroule le premier chapitre de L'Aiguille creuse de Maurice Leblanc.
- Maison-forte du Bec-au-Cauchois[37],  Inscrit MH (1993, partiel)
- L'église Saint-Nicolas[38].
- Le Vivier : lieu de promenade aux sources de la Valmont.
- Le domaine du château de Valmont comprenant le parc et les allées du château, la futaie du château, la futaie des Patriarches, les Balivets, la futaie du Mont-Rouge, la Promenade du vivier et les alignements des haras, parcelles (…)  Site classé (1943)[39].

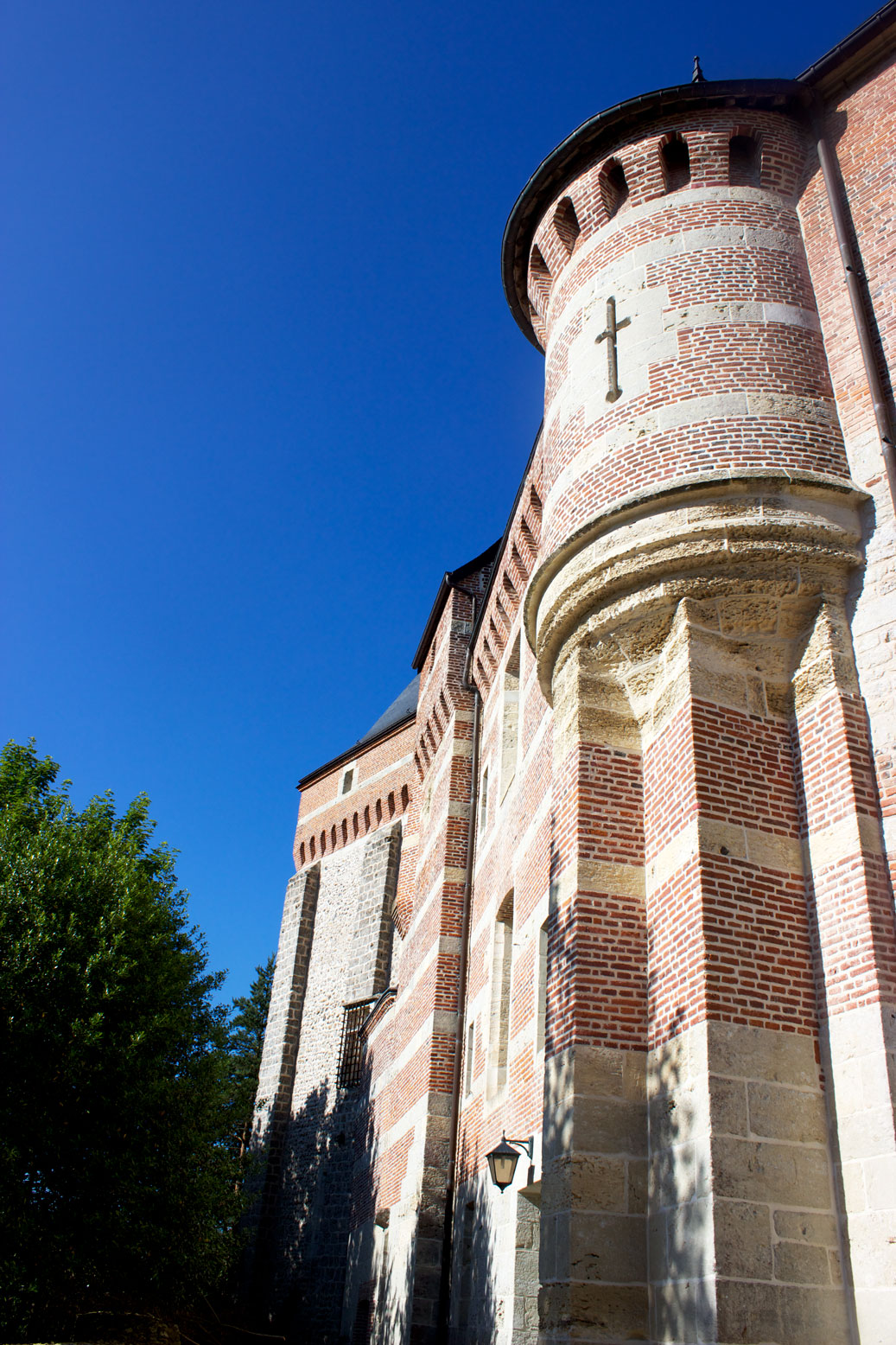
Le château  Classé MH.
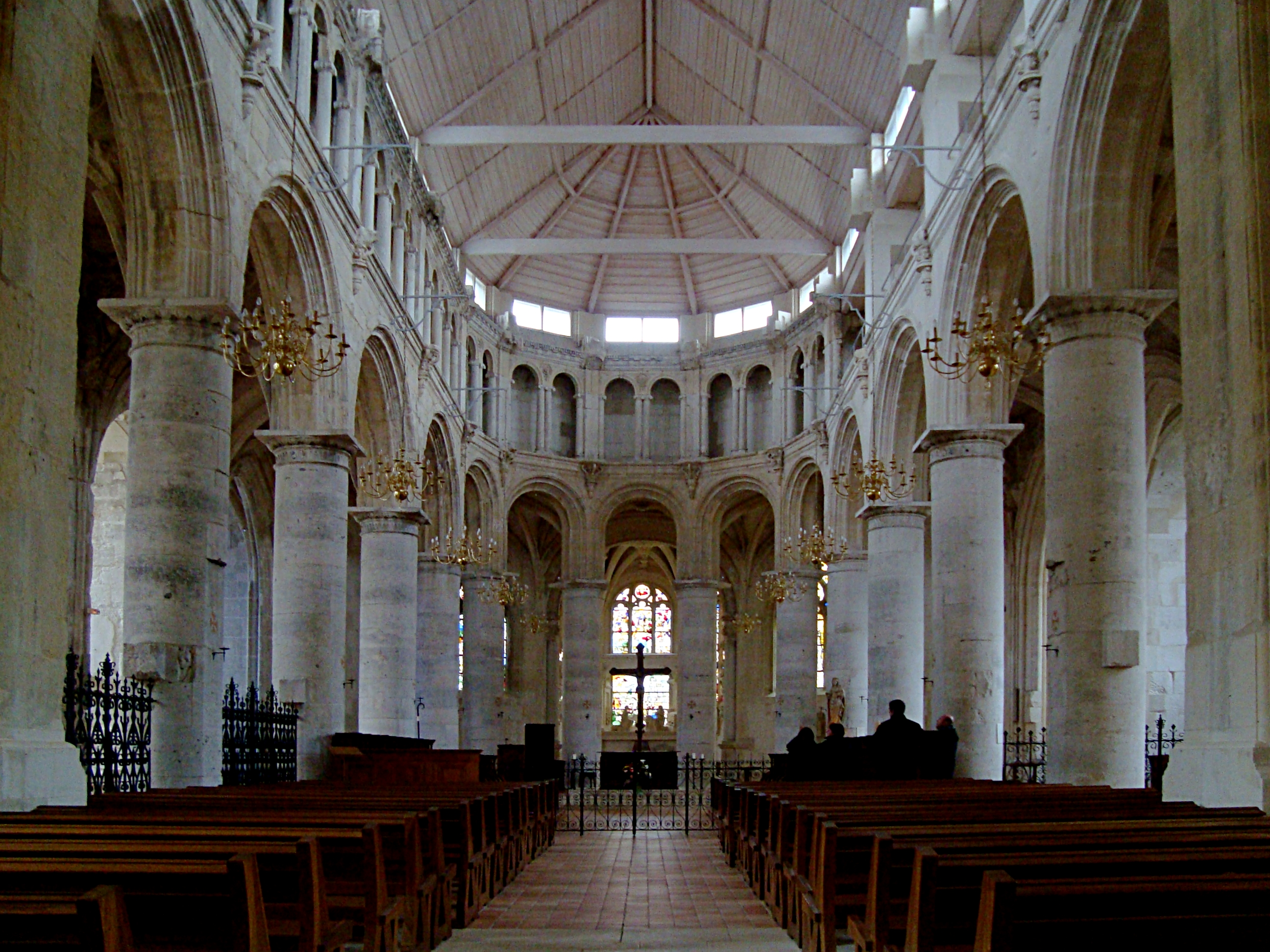
L'église abbatiale  Classée MH.

### Personnalités liées à la commune
- Georges Cuvier fut le secrétaire au Bec-aux-Cauchois au début de la Révolution.
- Le peintre Eugène Delacroix a passé beaucoup temps à Valmont car il le considère comme un paradis tranquille. Ses cousins possédaient l'abbaye
- Le professeur Odilon Lannelongue, médecin de Léon Gambetta, et sa femme Marie, née Cibiel, fondatrice de l'hôpital portant son nom à Paris, furent propriétaires du château de 1877 à 1911.
- Guy de Maupassant a utilisé le pseudonyme Guy de Valmont au début de sa carrière en référence à la ville
- Albert II de Monaco a rendu visite à la ville le 13 septembre 2019, car ses ancêtres sont de la famille d'Estoutville qui est originaire de Valmont.

### Héraldique
| Blason de Valmont (Seine-Maritime) | Blason  | burelé d'argent et de gueules au lion de sable brochant sur le tout. |
| Blason de Valmont (Seine-Maritime) | Détails | Il fait référence au blason de La Famille Grimaldi[réf. nécessaire]. |

## Pour approfondir